# Work and Travel
Work and Travel (pl. Praca i Podróż) – program wymiany kulturowej lub naukowej, skierowany przeważnie do studentów. Umożliwia on wyjazd i podjęcie legalnej pracy, a równocześnie zwiedzanie kraju i poznawanie kultury, przez okres wakacji letnich. Po programie uczestnik może wrócić do kraju, lub też zmienić status swojego pobytu i np. rozpocząć naukę w danym kraju.
Głównymi krajami, do których wyjeżdżają studenci są USA oraz Niemcy. W ramach programu są też dostępne Cypr (Grecja), Kanada, Australia i Wielka Brytania.

## Publikacje
- Alexandra Albert: Work & Travel in Australien und Neuseeland.
- Piotr Barański: Work & Travel, czyli jak legalnie wyjechać do USA, zarobić i przeżyć przygodę. Polpress Services, 2005
- T.O.O. ŻAKwUSA, Work and Travel w przykładach. DraftOK, 2011